# دهه ۱۲۶۰ (پیش از میلاد)
دهه ۱۲۶۰ (پیش از میلاد) صد و بیست و ششمین دهه قبل از مبدا شروع تقویم میلادی است.